# Кадикой (Балаклава)
Кадико́й (крим. Qadıköy) або Кадико́вка — колишнє село, яке розташовувалося за 2 км на північ від вершини Балаклавської бухти. Нині зрослося з Балаклавою і стало її мікрорайоном.
У Кадикої сталася трагічна для англійців подія, про яку велось багато пристрасних суперечок і протягом всієї Кримської війни, і довго після неї — ця подія в англійській історіографії та публіцистиці дала Кадикою назву «долини смерті».

## Історія села

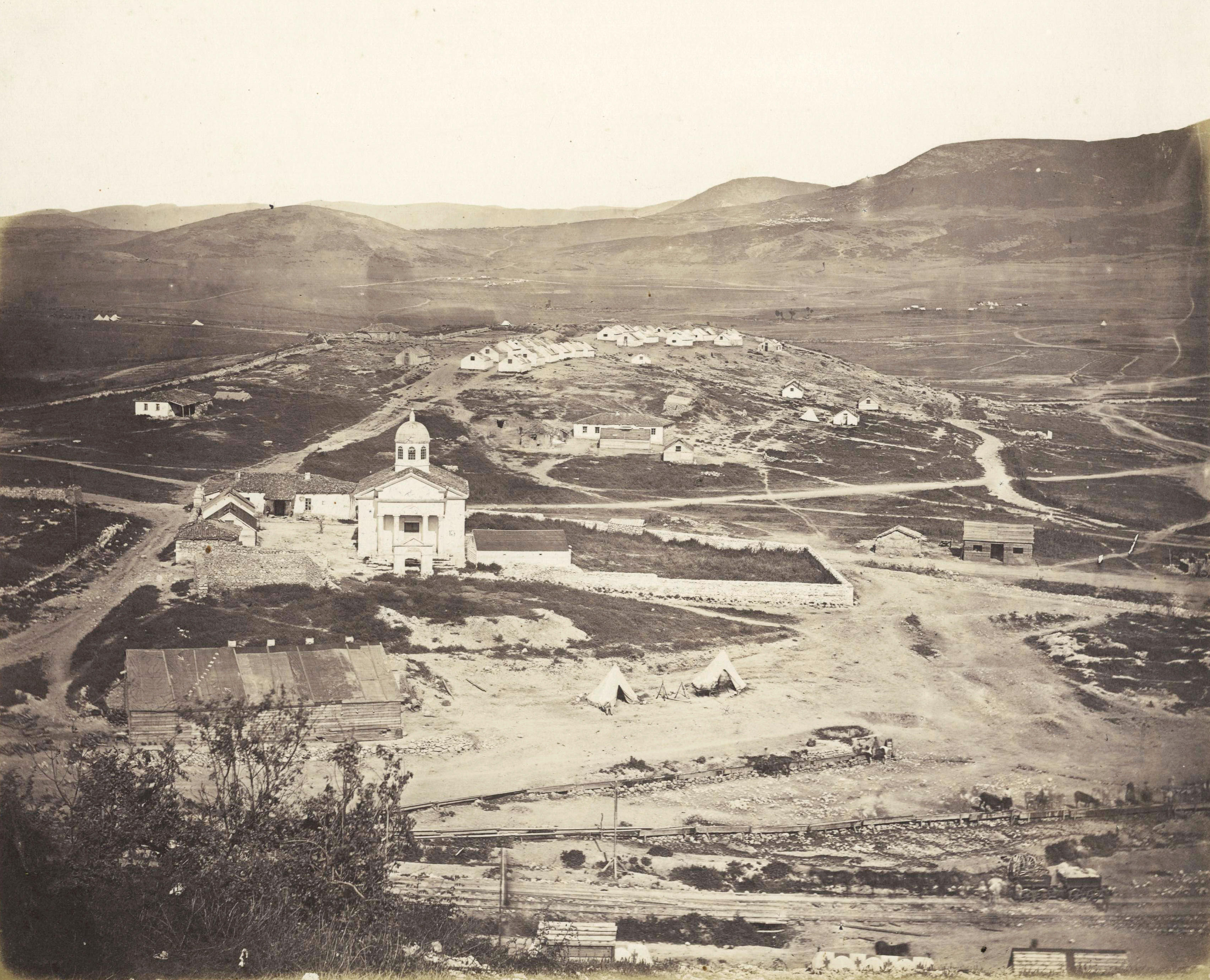
Троїцька церква у Кадикої, фотограф Джеймс Робертсон, 1856 рік.

В світлі останніх археологічних досліджень доведено, що в Кадикої ще в часи імператора Нерона, який правив в I ст. до н. е., існував табір римських легіонерів. Спочатку про це обережно висловлювались деякі дослідники. Але у результаті розкопок, проведених співробітниками національного заповідника Херсонес Таврійський під керівництвом О. Я. Савелій, а потім роботи велися спільно з Інститутом археології Варшавського університету, в 1992—1999 роках, підтверджено припущення істориків і вчених: у Кадиковці на північній околиці Балаклави і на Козацькій висоті Гераклейського півострова відкриті невідомі раніше археологічні пам'ятники, пов'язані з перебуванням там римських військ. І, судячи з усього, в Балаклаві розміщувався досить великий гарнізон. Археологам вдалося розкопати будівлю з рядом приміщень, потужним культурним шаром і древніми будівельними залишками. Вони виявили ковані залізні цвяхи, фрагменти амфор II-ІІІ століть н. е., червонолакових судин, світильників, кухонного посуду, черепиці з клеймами.
Жителями Кадикоя пізніше були архіпелазькі греки, котрі входили до складу колишнього балаклавского грецького батальйону. Це були жителі підвладних султанській Туреччині островів Егейського моря, які одержали право переселятися в Росію згідно з умовами Кючук-Кайнарджійського мирного договору 1774 р. Спочатку їх розмістили у фортецях Керч та Єнікале, а після анексії Криму Російською імперією перевели в Балаклаву та навколишні села Кадикой, Карань, Камари, Алсу, Керменчик, Аутка для прикордонного нагляду за причорноморським берегом (одночасно вони займалися землеробством, промислами і торгівлею). В 1818 році в батальйоні налічувалося всього 1194 особи.
Після завершення Кримської війни у травні-червні 1856 союзники покинули місто, і незабаром спустошена Кадиковка разом з Балаклавою, була переведена в розряд заштатного (безуїздного) міста Ялтинського повіту Таврійської губернії. Відродження цих місць відбулося в кінці XIX століття і пов'язане з розвитком курортів у Криму. Активно забудовувалася територія між старою частиною міста і Кадиковкою: в так званому «Новому місті» було зведено велику кількість дач. Всього в Балаклаві 1900 по 1910 рік було побудовано більше 100 дач. Згідно з даними 1904 року, в місті проживало 2240 осіб: з них 76,2 % — греки, 17,4 % — росіяни, 4 % — євреї, 1,1 % — німці, 0,7 % — кримські татари і 0,2 % — поляки. А в 1911 році у Балаклаві (разом з Кадиковкою) проживало 2895 осіб, існувало 4 церкви, однокласне земське училище (в будівлі міської управи), церковно-приходська школа в Кадиковці і приватне училище Л. В. Синельникової.
18 травня 1944 року, згідно з Постановою ДКО № 5859 від 11 травня 1944 року, кримські татари з села були насильно виселені до Центральної Азії.
21 серпня 1945 року село Кадиковка було перейменовано на Пригородне, проте, ця назва не прижилася.
В 1957 Балаклава, разом з частиною Кадикой, була переведена до складу Севастополя, позбувшись статусу міста, і стала закритою територією. До кінця холодної війни Балаклава залишалася закритим містом.
У перекладі з кримськотатарської означає «село судді». Відомі інші варіанти назви села: Кадикой, Кадиковка, Приміське.
Спогади про Кадикой залишив Олександр Грибоєдов у своїх дорожніх записах:
|  | Уезжаем из Балаклавы назад к верху бухты, налево в гору, вправо внизу Кадикой, церковь беленькая, приятный вид после запачканных мечетей, еще в гору, мимо Корани (все 4 деревни греческие). Хорошо отстроенные домики. |

## Кадикой— «долина смерті»

### План облоги Севастополя

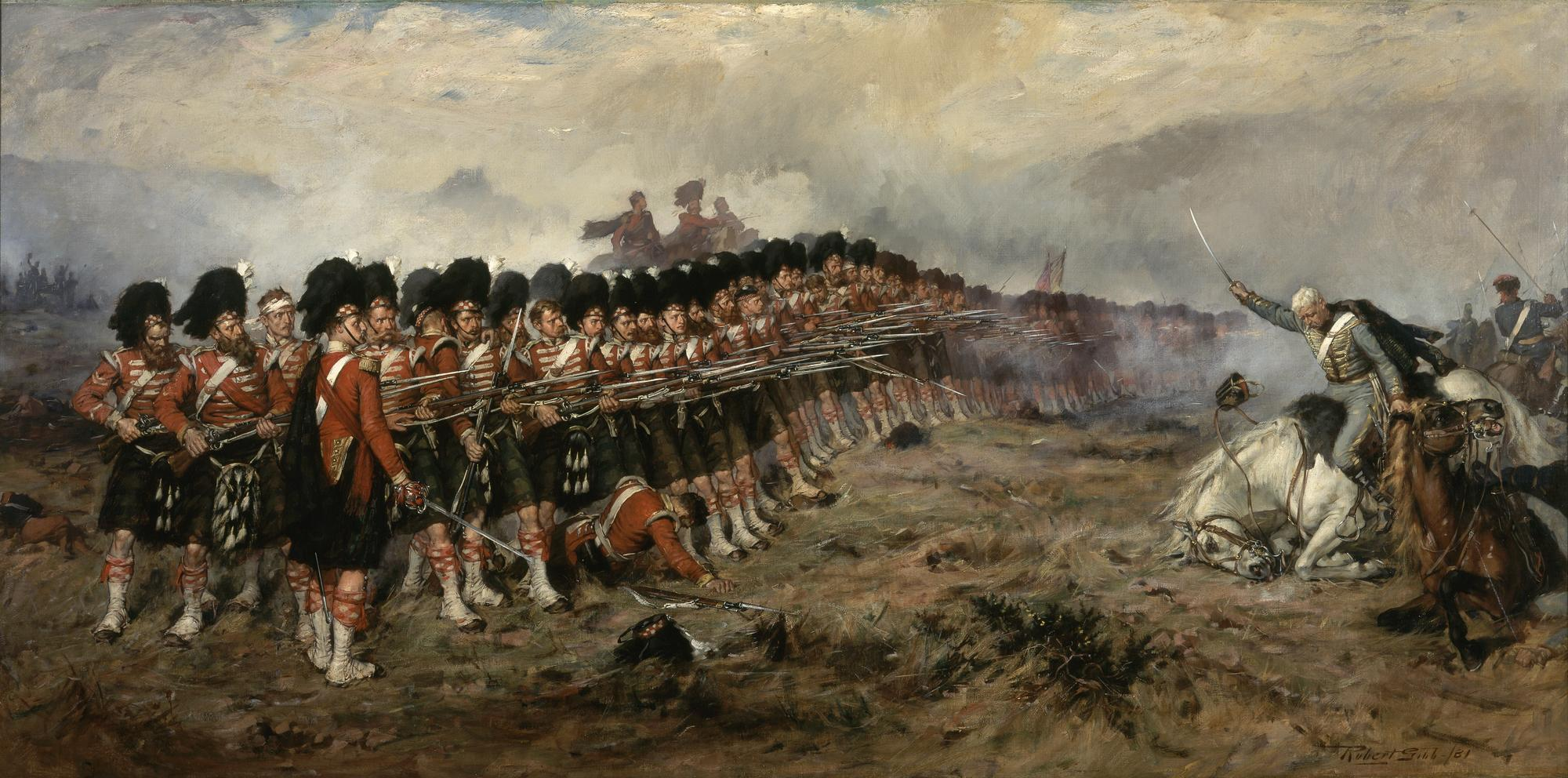
Тонка Червона лінія бою (1854) Роберт Гібб

«Столицею» французької армії в Криму стало місто Камиш, побудоване французами на березі Камишової бухти. Вулиці носили назви Наполеона, де Лурмель та інші. Тут розташувались готелі, кафе, трактири і велика кількість лавок, де можна було купити всілякі товари і продукти за шалені гроші. У Камиші знаходився театр на 1200 місць з професійною трупою з Франції. Подивитися вистави приїжджали навіть англійці з Балаклави.
База англійської армії розташовувалася в Балаклаві. Невелике грецьке поселення на кілька сотень осіб у вересні 1854 року перетворилося на галасливе місто. Береги бухти були завалені гарматами, ядрами, бомбами, інструментом, дошками, що доставляються з Англії. У місті з'явилися величезні магазини. Англійці побудували набережну, залізницю, полагодили водопровід і пробили артезіанські колодязі в Кадикої. У бухті стояли не тільки військові судна, а й кілька яхт, у тому числі «Драйяд» лорда Кардігана — командира легкої кавалерії. Удар російських військ по позиціях союзників біля Балаклави міг, у разі успіху, привести до деблокування обложеного Севастополя і порушення постачання англійців.

### Початок битви
Після бомбардування 5 (17) жовтня 1854 союзники деякий час перебували в нерішучості. Положення в Балаклаві до ранку 13 (25) жовтня було таким. На невисоких горбах, оточуючих Балаклаву, союзники влаштували ще в середині вересня, негайно після заняття міста, чотири великих редути — попереду лінії від села Чоргун до Балаклави — і один менший. Але озброєні артилерією були з них тільки три великих. Ці редути прикривали лінію Чоргун — Балаклава і були розташовані попереду, на лінії від Сапун-гори до села Кадикой, і зайняті турками. Генерал Ліпранді зміг зайняти висоти Кадикоя. Але це було лише початком справи. Табір англійських військ в Кадикої штурмував 1-й Уральський козачий полк спільно з гусарською бригадою. Хоча гусари шостої легкої кавалерійської дивізії пошматували англійські частини, та на виручку англійцям до Балаклави й Кадикоя поспішали нові й нові частини союзників.
«Таймс» у цей момент описала потім шотландський полк, який діяв окремо від лорда Лукана, як «тонку червону смужку, що наїжачилась сталлю». З часом цей вираз перейшов в стійкий зворот «тонка червона лінія», що означає оборону з останніх сил.
Оволодівши Кадик-Койськими висотами, росіяни вже вважали бій закінченим. Однак англійський головнокомандувач лорд Реглан, який перебував зі своїм штабом на Сапун-горі, був дуже незадоволений втратою англійських фортечних гармат, захоплених росіянами на турецьких редутах. Це тим більше було прикро, що при Альмі англійцям вдалося захопити лише дві російські гармати, а тут вони втратили відразу дев'ять. Повернувшись до свого генерал-квартирмейстера, бригадного генерала Річарда Ері, він продиктував фатальний наказ, який наказував графу Лукану йти в атаку. Наказ, яким би він не був, слід виконувати. Лукан попрямував разом зі своїм штабом до Легкої бригади, яку очолював Кардиган. У цей час Легка бригада вже сиділа в сідлах. Ще вранці вона налічувала 661 осіб, а до початку атаки до неї приєдналися ще 12 бійців. За командою Кардигана бригада перейшла в наступ за трьома лініями, розтягнувшись по фронту на одну п'яту ширини долини. Їй належало подолати більше двох з половиною кілометрів. Кавалеристи скоро перейшли з кроку на рись, причому алюр поступово прискорювався. Між першою і другою лініями Легкої бригади утворилася дистанція в 400 метрів, а між другою і третьою — близько 200. Лукан слідував уступом праворуч з Важкою бригадою, також вишикуваною в три лінії.

### Розпал битви
Російські артилеристи відкрили по англійцях перехресний вогонь з Федюхіних і Кадик-Койських висот. Спочатку стрілянина велася гранатами і ядрами, а потім, у міру наближення вершників, російська артилерія перейшла на картеч. Це не зупинило бригаду Кардігана. Під градом снарядів англійські вершники стали інстинктивно прискорювати хід, переходячи з рисі на галоп і тим самим ламаючи стрій.
Російські ядра і гранати почали досягати Важкої бригади. Сам граф Лукан був легко поранений в ногу, а його ад'ютант і племінник капітан Чартеріс — убитий. За наказом Лукана бригада Скарлетта зупинилася, а потім у повному порядку відступила на свою вихідну позицію.
Легка бригада в цей час стала об'єктом атаки російських стрільців, розсипаних по схилах сусідніх висот. Втрати тільки озлоблятися англійців, що мріяли скоріше дістатися до російських гармат і помститися за своїх товаришів. Коні перейшли на галоп, і зупинити їх було вже неможливо. У ці хвилини смертельної скачки проявився дух суперництва між полками першої лінії Кардігана. Тим часом перша лінія Кардігана опинилась вже перед самою російською батареєю з 12 кінних снарядів, розташованою впоперек долини. Чотири батальйони Одеського єгерського полку з колони полковника Скюдері, що стояли біля північних схилів Кадик-Койських висот і на самих висотах, вирішили, що атака англійців націлена на них. Поспішно згорнувшись в каре, вони зустріли залпами вершників Кардігана, у міру того як ті проїжджали повз, прямуючи до російської батареї. Коли перша лінія Легкої бригади опинилася прямо перед ними, російські кінні снаряди дали свій заключний залп — картеччю в упор, але зупинити англійців вже не змогли. Все огорнулося димом, і друга лінія Легкої бригади зовсім втратила з виду першу.
Клуби диму і пилу приховували від козаків реальні сили атакуючих, створюючи перебільшене враження про їх чисельність. Велика частина уральців раптово запанікували і почала тікати. Лише деякі козаки, які зберегли стійкість, прийшли на виручку артилеристам. На батареї зав'язався короткий, але жорстокий бій. Згодом російська кіннота втекла з поля бою, що було ганебно, адже 1900 вершникам протистояли нікчемні сили англійців. За свідченням британських учасників бою, тільки 50 кавалеристів першої лінії Кардігана зуміли прорватися крізь російську батарею.
Капітан Морріс на чолі 20 улан свого полку опинився за її лівим флангом, де зіткнувся з великою масою російських гусар, що вже готувалася вийняти свої шаблі. Мабуть, це була частина Київського полку. Без жодних вагань ця жменя англійців, що сиділи на втомлених від скачки конях, кинулася на російських гусар, які спочатку подалися вперед, але потім зупинилися, приголомшені настільки зухвалим натиском. Улани Морріса врізалися в ряди російських вершників — і ті розсипалися, «як стадо овець». Купка британців кинулася за ними, але незабаром сама була атакована козаками (ймовірно, це були донці, три сотні яких перебували в північній долині). Англійським уланам довелося відступати, відчайдушно відбиваючись піками і шаблями від козаків, які переслідували їх.

### Наслідки бою
Бій тривав з перемінним успіхом. Та згодом Легка бригада, розсипавшись на дрібні групи і одиночних вершників, відступала по долині на захід. Переслідування було не надто рішучим, хоча генерал Рижов і назвав його «полюванням на зайців». Англійці відходили вгору по долині на втомлених і поранених конях, з усіх сторін їх обсипали кулями і картеччю. Відступ був ще згубнішим, ніж наступ. Трагічна атака англійської кавалерії тривала в цілому 20 хвилин. Тільки на збірному пункті залишки славних англійських полків знову побачили свого бригадного командира, про якого вони нічого не знали з тієї хвилини, коли той першим увірвався на російську батарею.
Втрати Легкої бригади в цій атаці склали 102 убитих (з них 9 офіцерів), 129 поранених (з них 11 офіцерів) і 58 полонених (у тому числі 2 офіцери), причому останні були також майже всі поранені. Пізніше ще 16 осіб померли від ран (9 з них в російській полоні). Англійці втратили 362 коня. Більше за всіх постраждали полки першої лінії.
Загальні втрати російських військ у цей день склали 627 осіб, 257 з них — у гусарській бригаді, яка найбільше постраждала від англійської кавалерії. Союзники втратили понад 850 осіб, з яких половина припадала на частку англійців. Атака Легкої бригади стала останнім акордом битви під Балаклавою. Війська обох сторін залишилися на своїх позиціях, обмежуючись артилерійською канонадою, що тривала до четвертої години дня. Балаклава не була відбита у англійців, але редути оборонної лінії були взяті, гармати захоплені, і росіяни отримали контроль над Воронцовською дорогою.

## Пам'ять про битву
- Довгі роки (аж до початку війни 1914 р.) з Англії прибували іноді паломники зі спеціальною метою відвідати «долину смерті», де загинула англійська кавалерія.
- Про згубну атаку бригади легкої кавалерії написано десятки книг і знаменитий вірш Теннісона «Атака легкої кавалерії»:

| Три километра, три километра, Три километра пути, Вместе в Долину Смерти Нам придется идти. Копыта стучат по тверди, Пушки маячат вдали, Прямо в Долину Смерти Шесть эскадронов вошли |

  

Half a league, half a league,

Half a league onward,

All in the valley of Death

Rode the six hundred.

'Forward, the Light Brigade!

Charge for the guns!' he said:

Into the valley of Death

Rode the six hundred.

'Forward, the Light Brigade!'

Was there a man dismay'd ?

Not tho' the soldier knew

Some one had blunder'd:

Their's not to make reply,

Their's not to reason why,

Their's but to do and die:

Into the valley of Death

Rode the six hundred.

Cannon to right of them,

Cannon to left of them,

Cannon in front of them

Volley'd and thunder'd;

Storm'd at with shot and shell,

Boldly they rode and well,

Into the jaws of Death,

Into the mouth of Hell

Rode the six hundred.

Flash'd all their sabres bare,

Flash'd as they turn'd in air

Sabring the gunners there,

Charging an army, while

All the world wonder'd:

Plunged in the battery-smoke

Right thro' the line they broke;

Cossack and Russian

Reel'd from the sabre-stroke

Shatter'd and sunder'd.

Then they rode back, but not

Not the six hundred.

Cannon to right of them,

Cannon to left of them,

Cannon behind them

Volley'd and thunder'd;

Storm'd at with shot and shell,

While horse and hero fell,

They that had fought so well

Came thro' the jaws of Death,

Back from the mouth of Hell,

All that was left of them,

Left of six hundred.

When can their glory fade?

O the wild charge they made!

All the world wonder'd.

Honour the charge they made!

Honour the Light Brigade,

Noble six hundred!
- Ці місця в лютому 1945-го після Кримської (Ялтинської) конференції відвідав Вінстон Черчилль. У цій битві поліг один з його предків зі славного роду Мальборо[7].
- У геометричному центрі Балаклавської долини в 1856 році англійці встановили пам'ятник — невеликий обеліск з мармуроподібного вапняку з написом англійською та російською мовами: «В пам'ять про тих, хто поліг в Балаклавській битві 25 жовтня 1854»[7].
- У 2001 році під час свого візиту до України пам'ятне місце відвідав принц Майкл Кентський — брат королеви Великої Британії[7].
- До 50-річчя Севастопольської оборони на висоті Араб-табіа було відкрито пам'ятник Балаклавському бою. Свою назву пагорб отримав за неофіційним назвою 3-го редуту — Араб-Табіа (Арабська фортеця), побудованому на цьому пагорбі англійцями для захисту своїх військ, що базувалися в Балаклаві[7].
- Трохи нижче від висот, де знаходився один з англійських редутів, що прикривали в 1854—1856 роках Балаклаву, десь в 75 метрах від шосе Севастеполь-Ялта, споруджено пам'ятник гусарам Київського полку. На невеликому штучному пагорбі, до якого ведуть десять східців, на двохступінчастій підставці встановлений обеліск з сірого граніту, що звужується у верхній частині й увінчаний металевим двоголовим орлом, що сидить на ядрах. На пам'ятнику дві меморіальні дошки російською мовою: «Доблесним чинам, полеглим в бою 13 жовтня 1854. Горді (гусари) Київського полку» та російською й українською мовами: «Пам'ятник гусарам Київського полку відновлений в 2004 році в дар місту-герою Севастополю від Київської міської Ради до 150-річчя Кримської війни на честь воїнів Севастополя»[7].